# Casalvieri
Casalvieri is een gemeente in de Italiaanse provincie Frosinone (regio Latium) en telt 3177 inwoners (31-12-2004). De oppervlakte bedraagt 27,2 km², de bevolkingsdichtheid is 118 inwoners per km².

## Demografie
Casalvieri telt ongeveer 1166 huishoudens. Het aantal inwoners daalde in de periode 1991-2001 met 0,2% volgens cijfers uit de tienjaarlijkse volkstellingen van ISTAT.
| Jaar | Inwoneraantal |
| ---- | ------------- |
| 1991 | 3216          |
| 2001 | 3211          |

## Geografie
De gemeente ligt op ongeveer 380 m boven zeeniveau.
Casalvieri grenst aan de volgende gemeenten: Alvito, Arpino, Atina, Casalattico, Fontechiari, Vicalvi.